# Kirsti Leirtrø

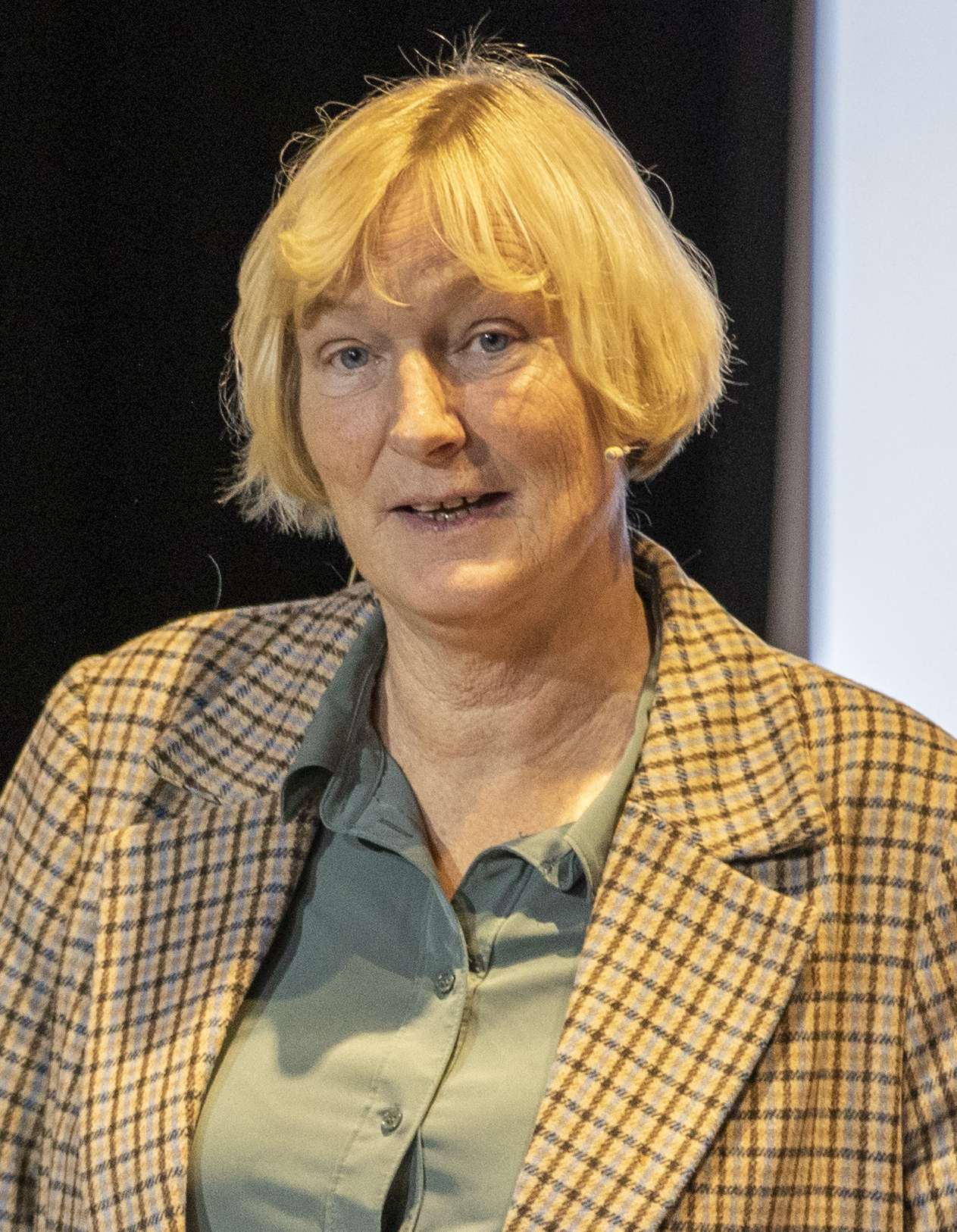
Kirsti Leirtrø, 2022

Kirsti Leirtrø (* 27. August 1963 in Stjørdal) ist eine norwegische Politikerin der sozialdemokratischen Partei Arbeiderpartiet (Ap). Seit 2017 ist sie Abgeordnete im Storting.

## Leben
Nach ihrer Schulzeit arbeitete Leitrø bis 1994 als Büromitarbeiterin, bevor sie IT-Verantwortliche in der Kommune Ørland wurde. Ab 1996 studierte sie Informatik und von 2003 bis 2013 arbeitete sie schließlich als IT-Chefin der Kommunen Ørland und Bjugn. In den Jahren 1995 bis 1999 war sie Mitglied des Kommunalparlaments von Ørland, von 2003 bis 2017 saß sie im Fylkesting der damaligen Provinz Sør-Trøndelag.
Leirtrø zog bei der Parlamentswahl 2017 erstmals in das norwegische Nationalparlament Storting ein. Sie vertritt dort den Wahlkreis Sør-Trøndelag und wurde zunächst Mitglied im Transport- und Kommunikationsausschuss. Dort verblieb sie auch nach der Wahl 2021. Im Oktober 2023 wechselte sie während der laufenden Legislaturperiode in den Kontroll- und Konstitutionsausschuss. Im September 2024 zog sie sich von der parteiinternen Kandidatur für die Wahlliste in Sør-Trøndelag zurück. Sie erklärte ihren Verzicht damit, dass stattdessen jüngere Politiker die Chance erhalten sollten. Zugleich forderte sie Trond Giske dazu auf, sich ebenfalls zurückzuziehen.